# Ouvaïssi
Djakhan-Atyn Ouvaïssi (en ouzbek : Jahon otin Uvaysiy, en russe : Джахан-Атын Увайси ; 1781-1845) est une poétesse ouzbèke.
Née à Marguilan, elle vient s'installer à Kokand après la mort de son mari et devient la confidente de la poétesse Nadira (ouzbek : Nodira, russe : Надира), épouse d'Oumar-khan (ouzbek : Amir Umarxon, russe : Умар-хан), le khan (souverain) du khanat de Kokand. 
Elle est considérée, avec Nadira et Makhzouna (ouzbek : Maxzuna, russe : Махзуна) comme l'une des figures de proue de la poésie féminine ouzbèke.
Le cratère vénusien Uvaysi a été nommé en son honneur.

## Référence
- (ru) Газели Увайси в переводе С. Иванова

1. ↑  (en) Working Group for Planetary System Nomenclature, Gazetteer of Planetary Nomenclature 1994, Washington, International Astronomical Union, United States Government Printing Office, 1995, 295 p. (lire en ligne), p. 23.